# Heilig Hartbeeld (Haanrade, Kloosterbosvoetpad)

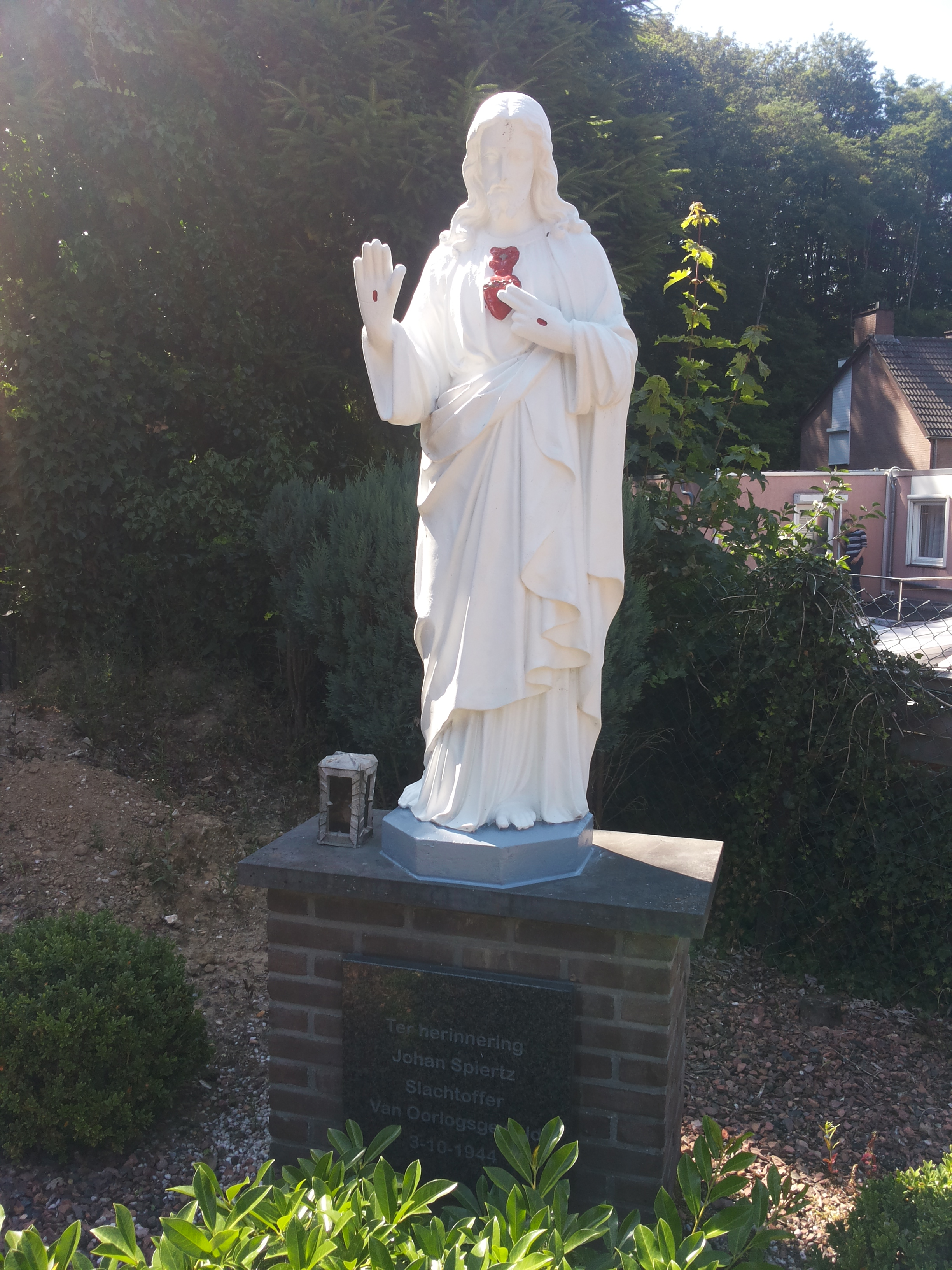

Het Heilig Hartbeeld is een standbeeld in de Haanrade in de gemeente Kerkrade in de Nederlandse provincie Limburg.

## Achtergrond
Het beeld staat op de begraafplaats aan het uiteinde van het Kloosterbosvoetpad op zo'n 100 meter ten noordwesten van de Heilig Hart van Jezuskerk aan de Meuserstraat. Het werd geplaatst ter herinnering aan postbesteller Johan Mathijs Joseph Spiertz (1888-1944), die, blijkens de tekst op de plaquette op het monument, een slachtoffer was van geweld in de Tweede Wereldoorlog.

## Beschrijving
Een Christusfiguur, met stigmata in beide handen, houdt zijn rechterhand zegenend geheven en wijst met zijn linkerhand naar het Heilig Hart. Het beeld staat op een bakstenen sokkel met een gedenkplaat waarop staat:

Ter herinnering
Johan Spiertz
Slachtoffer
Van Oorlogsgeweld
3-10-1944